# Cầu Osmangazi
Cầu Osmangazi, có tên khác là Cầu vịnh Izmit (tiếng Thổ Nhĩ Kỳ: Osmangazi Köprüsü) là một cây cầu dây võng nằm ở Thổ Nhĩ Kỳ. Nó bắc qua biển Marmara và nối giữa Hersek, Altınova, Yalova và Dilovasi, Kocaeli. Nó có tổng chiều dài là 2.682 mét, cao 234,43 mét so với mực nước biển và nhịp chính cao 1.550 mét. Cây cầu này có 6 làn xe và mỗi bên có 3 làn. Cầu Osmangazi có kết cấu bằng thép và được sử dụng như một đường cao tốc. Nó chính là một phần của tuyến đường cao tốc O-5 dài 409 km nối giữa Istanbul và Izmir.

## Lịch sử
Cây cầu Osmangazi này được đặt tên theo Osman I, người sáng lập ra Đế quốc Ottoman. Nó được xây dựng nên để cắt giảm thời gian đi lại giữa Istanbul và các tỉnh ở phía Tây của Thổ Nhĩ Kỳ, vì thế, thời gian sẽ giảm từ 10 tiếng xuống còn khoảng 4 tiếng. Việc này cũng giúp cho giao thông đến Sân bay quốc tế Sabiha Gökçen sẽ chỉ mất khoảng 1 tiếng. Sau đó, chi phí xây dựng được đưa ra khoảng 1,3 tỷ USD. Về phần thiết kế, nó đã được quyết định để thiết kế sao cho phù hợp với cảnh quan địa phương và cảnh biển, vì thế, cây cầu có các thành phần hòa trộn với nhau về màu sắc, kiến trúc. Cây cầu được xây dựng ở một trong những khu vực dễ xảy ra động đất nhất trên thế giới, điều này đã đặt ra những yêu cầu trở ngại về thiết kế của nó. Sau đó, về phần an toàn, để làm cho cây cầu có khả năng chống động đất, các trụ thép được xây dựng trên nền bê tông, dựa trên một lớp sỏi lớn và cho phép các trụ trượt trong trường hợp có động đất lớn. Cây cầu đã được khởi công xây dựng vào tháng 3 năm 2013. Sau 3 năm xây dựng, vào tháng 6 năm 2016, cây cầu đã được thông xe. Nó đã được khánh thành bởi Tổng thống Recep Tayyip Erdoğan và Thủ tướng Binali Yıldırım.

## Kỷ lục
Khi hoàn thành, nó đã trở thành cây cầu dài thứ 4 trên thế giới, dài thứ 2 ở châu Âu và là cây cầu treo dài thứ sáu trên thế giới tính theo chiều cao nhịp chính của nó.